# Diphascon dolomiticum
Espèce
Diphascon dolomiticum est une espèce de tardigrades de la famille des Hypsibiidae. 

## Distribution
Cette espèce est endémique du Trentin en Italie.

## Étymologie
Son nom d'espèce lui a été donné en référence au lieu de sa découverte, les Dolomites.

## Publication originale
- Pilato & Bertolani, 2005 : Diphascon (Diphascon) dolomiticum, a new species of Hypsibiidae (Eutardigrada) from Italy. Zootaxa, no 914, p. 1-5.